# 鲁本·琼斯
鲁本·琼斯（英語：Reuben Jones，1932年10月19日—1990年1月3日），英国男子马术运动员。他曾代表英国参加1964年和1968年夏季奥林匹克运动会马术比赛，其中1968年奥运会获得一枚金牌。